# Buciumi (Bacău)
Buciumi is een Roemeense gemeente in het district Bacău.
Buciumi telt 3163 inwoners.